# Lage hoffnungslos – aber nicht ernst
Lage hoffnungslos – aber nicht ernst ist eine US-amerikanische Kriegskomödie aus dem Jahre 1965 mit Alec Guinness in der Hauptrolle. 

## Handlung
Deutschland 1944. Die alliierten Bomberverbände haben in der Spätphase des Zweiten Weltkriegs längst die Lufthoheit über das Reich erlangt. Als die Maschine der beiden US-Flieger Hank und Lucky getroffen wird, müssen sie per Schleudersitz abspringen und landen mit Fallschirmen auf feindlichem Terrain, in einer verschlafenen Kleinstadt. Sie haben Glück im Unglück, denn sie geraten nicht in die Fänge wutschnaubender Bürger oder brutaler SS-Schergen. Vielmehr werden sie regelrecht aufgegabelt von Wilhelm Frick, einem sanftmütigen, ein wenig ältlich wirkenden und leicht wunderlichen Herrn, der sich sofort bereit erklärt, die beiden Männer als seine „persönlichen Gefangene“ bis zum nahen Kriegsende in seinem Keller, zu dem er als Luftschutzwart jederzeit Zugang hat, zu verstecken. Frick, ein alleinstehender, einsamer Mann, betreibt einen kleinen Laden. Umso mehr ist er begeistert, dass er mit den beiden Amerikanern nach langer Zeit wieder einmal Gesellschaft bekommt. Der deutsche „Gastgeber“ tut alles, dass es die beiden bei ihm so gemütlich wie möglich haben. Er organisiert ihnen Kirschwasser und bringt ihnen regelmäßig Nahrung, was die beiden GIs dazu treibt, sich aus Übermut und Freude wie Affen durch das Kellergefängnis zu schwingen.
Frick kümmert sich sogar um weibliche Gesellschaft, um seine Zwangs-„Gäste“ bei Laune zu halten. Dem Deutschen behagt die Zeit mit den beiden mehr und mehr, und so verschweigt er ihnen auch die wichtige Nachricht, dass der Krieg mit einem Mal zu Ende ist. Während Hank und Lucky sich allmählich zu langweilen beginnen und bisweilen wie kleine Kinder im Frick‘schen Kellerloch toben, zögert deren Bewacher den Moment der Wahrheit ins Unendliche hinaus. Sieben Jahre ziehen seit Kriegsende ins Land, und aus dem zum Untergang verdammten Nazi-Reich ist längst eine langsam prosperierende Nachkriegsnation, die Bundesrepublik Deutschland, geworden. Um keinen Verdacht zu hegen, erzählt Wilhelm Hank und Lucky, dass sich für Deutschland seit ihrer Gefangennahme das Kriegsglück gewendet habe und man seit 1944 von Sieg zu Sieg schreite. Doch eines Tages ist der Freiheitsdrang der beiden US-Boys größer als alle Bemühungen Fricks, das Lügengebäude aufrechtzuerhalten und seinen beiden „Gefangenen“ ein wohliges Heim zu bieten. Der Fluchtversuch gelingt, und Captain Hank und Sergeant Lucky genießen ihre wiedergewonnene Freiheit im tiefsten, bundesrepublikanischen Frieden.

## Produktionsnotizen
Lage hoffnungslos – aber nicht ernst wurde 1964 in den Münchner Bavaria-Studios gedreht und am 13. Oktober 1965 in New York uraufgeführt. Die deutsche Premiere war am 21. Januar 1966.
Die Außenaufnahmen entstanden unter anderem in Mosbach und Neckarsteinach. Im Film sind die Hauptstraße und die Ruine Hinterburg deutlich zu erkennen.
Die Bauten entwarfen Rolf Zehetbauer und Werner Achmann und wurden von Herbert Strabel ausgeführt. Ilse Dubois zeichnete für die Kostüme verantwortlich. Walter Rühland sorgte für den Ton, Michael Bittins war Aufnahmeleiter.
Für Regisseur Gottfried Reinhardt war dies die letzte Kinofilmregie. Die Drehbuchautorin Silvia Reinhardt war seine Ehefrau.

## Kritiken
„Vielleicht sollte man den Produzenten und Regisseur Gottfried Reinhardt nicht allzu sehr tadeln für seine komödiantische Annäherung an Mr. Shaws spannende Charakterstudie. Aber die Leichtigkeit, wie sie Herr Reinhardt, angestiftet durch seine Frau, die Drehbuchautorin Silvia Reinhardt und den Bearbeiter Jan Lustig, anwendet, hat einen großen Teil der Spannung und der Charakteranalyse des Originals verwässert. Diese "Situation" hat jedenfalls als glänzendes Attribut Sir Alec Guinness in der zentralen Rolle des freundlichen, schrulligen und ganz und gar vereinsamten, deutschen Drogisten, der zwei abgestürzte US-Flieger gefangenhält … Sir Alec verleiht Zartheit und Nuancierung in seiner Porträtierung des Herrn Frick.“

Im Lexikon des Internationalen Films heißt es: „Eine im Ansatz originelle Komödie, die aber schon nach dem ersten Drittel unglaubwürdig und überdreht wirkt.“
Der Movie & Video Guide schrieb: „Interessante Charakterisierung durch Guinness aber flacher Film“.
Halliwell‘s Film Guide charakterisierte den Film wie folgt: „Flache kleine Komödie, die einer talentierten Besetzung wenig Handlungsspielraum lässt“.
Der Evangelische Film-Beobachter zog folgendes Fazit: „Ein an sich brauchbarer Einfall wurde hier überdehnt und läppisch aufgelöst. Auch Alec Guinness bleibt leider schwach. Ab 14 ohne besondere Empfehlung.“